# Matka Boża Loretańska w Głogówku
Matka Boża Loretańska z Głogówka – figura znajdująca się w kościele świętego Franciszka w Głogówku.

## Historia
Hrabia Jerzy III von Oppersdorff po pielgrzymce do Włoch postanowił w Głogówku ufundować podobną figurkę do tej z Sanktuarium Santa Casa w Loreto. 
 2 lipca 2011 roku kardynał Zenon Grocholewski koronował figurę

## Cud
Według legendy, w XVII wieku ulewne deszcze zniszczyły wszystkie zbiory; nastał okres głodów. Biedniejsi mieszkańcy Głogówka, zmuszeni byli do żebrania przy klasztornej bramie. Zakonnicy zanosili modły do Czarnej Madonny. W rezultacie stał się cud; wystawiony worek z chlebem był ciągle pełny i nikt nie odchodził głodny. Kiedy arcybiskup Adolf  Bertram przybył w odwiedziny do Głogówka, przyglądał się tłumom modlącym się przed figurą. Postanowił ją przenieść do Wrocławia, sądząc, iż tam jest godniejsze dla niej miejsce. Jednak figura w cudowny sposób wracała do swojego domku. Arcybiskup, wobec zaistniałej sytuacji, zmienił swoją decyzje i pozostawił ja w głogowskim kościele.